# Alliance pour le renouveau national
L'Alliance pour le renouveau national (ARENA), est un parti politique guinéen fonde en 1993.
En 2020, le parti participe aux élections législatives guinéennes et remporte un siège ; son président devient membre de la commission éducation lors de la 9e législature de la république de Guinée.